# خوان هوهبرگ
خوان هوهبرگ (اسپانیایی: Juan Hohberg‎؛ ۱۹ ژوئن ۱۹۲۶ – ۳۰ آوریل ۱۹۹۶) بازیکن فوتبال اهل آرژانتین بود.
از باشگاه‌هایی که در آن بازی کرده‌است می‌توان به باشگاه فوتبال روساریو سنترال و باشگاه فوتبال پنیارول اشاره کرد.
وی همچنین در تیم ملی فوتبال اروگوئه بازی کرده‌است.